# Zhongwei
Zhongwei is een stadsprefectuur in het westen van de noordelijke provincie Ningxia, Volksrepubliek China.